# Paul Akers
Pour l’article homonyme, voir Akers.
Benjamin Paul Akers, né le 10 juillet 1825 dans le village de Saccarappa, près de Westbrook, dans le Maine, mort le 21 mai 1861 à Philadelphie, est un sculpteur américain.
En 1855, il s'installe à Rome, où il travaille pendant plusieurs années. Parmi ses œuvres, on peut citer les bustes d'Edward Everett et d'Henry Longfellow, une tête de Milton et Dead Pearl Diver, exposé au Museum d'Art de Portland, dans le Maine.